# Richard Carew, 1. Baronet
Sir Richard Carew, 1. Baronet (* 1579 oder 1580; † vor 14. März 1643) war ein englischer Adliger, Politiker und Schriftsteller. Er wurde zweimal als Mitglied für das House of Commons gewählt.

## Herkunft und Ausbildung
Richard Carew entstammte einem Zweig der Familie Carew, der im späten 15. Jahrhundert Antony in Cornwall erworben hatte. Er war der älteste überlebende Sohn von Richard Carew und dessen Frau Juliana Arundell. Carews gebildeter Vater sorgte für eine gute Erziehung seines Sohnes, wobei unklar ist, ob er eine Schule besuchte oder von einem Hauslehrer unterrichtet wurde. Ab dem 10. Oktober 1594 studierte Carew am Merton College in Oxford und ab dem 27. Februar 1597 am Middle Temple in London.

## Dienst als Diplomat
1598 begleitete Carew seinen Onkel George Carew, als dieser als Gesandter zu König Sigismund III. Wasa nach Schweden und Polen gesandt wurde. In Schweden nahm Carew am 25. September 1598 an der Schlacht von Stångebro teil, in der Sigismund besiegt wurde. Carew bemerkte, dass mehr Soldaten auf der Flucht im angeschwollenen Fluss Stångån ertranken, als zuvor in der Schlacht getötet wurden. Als Ergebnis dieser Schlacht wurde Carew zum Kriegsgegner. Im nächsten Jahr begleitete er auf Anordnung seines Vaters Sir Henry Nevill, als dieser als Gesandter zu König Heinrich IV. von Frankreich reiste. In Orléans verordnete ihm ein Arzt ein zu starkes Abführmittel, was Carew der Grund war, fortan Ärzten zu misstrauen und sich in Zukunft selbst zu behandeln. Sein Vater war dazu chronisch krank und fürchtete, dass er vorzeitig sterben und sein minderjähriger Sohn Mündel des Königs werden würde. Deshalb arrangierte er für seinen Sohn schon früh eine Ehe mit Bridget, einer Schwester von George Chudleigh aus Ashton in Devon. Carew heiratete sie im Januar 1601 und zog mit seiner jungen Frau in das unweit von Antony gelegene Sheviock. Mit einer jährlichen Pension von £ 60 von seinem Vater ausgestattet, kümmerte er sich um seine Obstbäume und um seine Studien zur Naturgeschichte. Sir Ferdinando Gorges bot ihm einen Platz als Missionar auf einer von ihm organisierten Expedition an, die 1605 nach Nordamerika aufbrach. Carew sagte zunächst zu, doch schließlich sagte er seine Teilnahme ab. Als Grund hierfür gab er an, dass er befürchtete, dass in der zu gründenden Kolonie zu wenig auf ein frommes Leben geachtet würde. Nach dem Tod seiner ebenfalls puritanisch gesinnten Frau 1611 kümmerte sich Carew um eine streng religiöse Erziehung seiner Kinder, er selbst züchtete nun auch Zibetkatzen.

## Politische Tätigkeit
Vor 1613 übernahm Carew von seinem Vater, der erblindet war, die Verwaltung von Antony. Dies ermunterte ihn wohl zusammen mit der Unterstützung seines einflussreichen Onkels John Arundell von Trerice, bei der Unterhauswahl 1614 als Knight of the Shire für Cornwall zu kandidieren. Carew wurde gewählt, trat aber im House of Commons nur wenig in Erscheinung und war nur Mitglied in drei Ausschüssen. Da bei der nächsten Unterhauswahl im Dezember 1620 John Arundell selbst für Cornwall kandidierte, sorgte er dafür, dass Carew für das Borough Mitchell in Cornwall gewählt wurde. Obwohl er als Vertreter eines Boroughs nun ein geringeres Prestige hatte, war Carew in den folgenden Jahren im House of Commons wesentlich aktiver als zuvor. Er setzte sich für Redefreiheit im House of Commons ein, aber auch für lokal bedeutende Themen wie die Unterhaltung von Landmarken. 1621 setzte er sich für ein Importverbot für Tabak, selbst für den aus der Kolonie Virginia ein. Nach dem Tod seines Vaters 1620 übernahm er endgültig die Verwaltung der Ländereien der Familie in Devon und Cornwall. Wenig später, am 18. Februar 1621, heiratete er in zweiter Ehe die siebzehnjährige Grace Rolle, eine Tochter von Robert Rolle aus Heanton in Devon. Bei den Unterhauswahlen 1624 und auch bei den folgenden Wahlen kandidierte Carew nicht mehr. Auch in Cornwall übernahm er fast keine lokalen Ämter, was für einen Landadligen seiner Stellung ungewöhnlich war. Die Ursache für diesen Rückzug ist nicht bekannt, möglicherweise war er wie bereits sein Vater kränklich. Um 1633 lehnte er es ab, gegen eine Gebühr vom König zum Ritter geschlagen zu werden. Als König Karl I. jedoch 1641 erbliche Baronetwürden verkaufte, um seine Kriegskasse für den bevorstehenden Konflikt mit dem Parlament zu füllen, erwarb Carew trotz seiner puritanischen Gesinnung diesen Titel. Am 8. August 1641 wurde ihm der Titel Baronet, of Antony in the County of Cornwall verliehen. Seine unpolitische Haltung in seinen letzten Jahren entfremdete ihn zu seinem ältesten Sohn Alexander, der ab 1640 dem House of Commons angehörte und im beginnenden Bürgerkrieg auf der Seite des Parlaments stand.

## Schriftstellerische Tätigkeit
Nachdem Carew früh eine Abneigung gegen die Methoden der zeitgenössischen Ärzte entwickelt hatte, hatte er ein lebenslanges Interesse an Medizin. Er führte vermutlich gambadoes in England ein, Gamaschen, die die Beine beim Reiten warm und trocken halten sollten. Wohl schon bei der ersten Entbindung seiner ersten Frau Bridget kam sein warming stone zum Einsatz, ein erhitzter Stein, der langsam Wärme abgab. Derartige Steine wurden ab 1640 in London verkauft, aber erst 1652 wurde bekannt, dass die Idee hierfür von Carew stammte. Wie bereits sein Vater wurde Carew ein eifriger Autor. 1637 veröffentlichte er ein Buch mit medizinischen Ratschlägen. Bereits zuvor hatte er sein Werk Reflections veröffentlicht, dass sich vor allem mit seiner Abstammung beschäftigt. Als am Pfingstsonntag 1640 die Pfarrkirche von Antony während des Gottesdienstes von einem Blitz getroffen wurde, war Carew wegen einer Krankheit nicht in der Kirche. Er sammelte jedoch zusammen mit dem Pfarrer Arthur Bache die Zeugenaussagen, darunter die seiner Tochter Elizabeth, deutete den Blitzeinschlag als Zeichen Gottes und veröffentlichte die Schrift A Voyce in the Temple. 1641 kündigte Carew noch ein Buch über Obstbäume an, das er jedoch nicht vollendete. Sein genaues Todesdatum ist nicht bekannt. Er wurde am 14. März 1643 begraben. Er hinterließ neben seinen Besitzungen die stattliche Summe von £ 400 in bar, während der Wert seiner Bücher nur £ 6 betragen haben soll. 
Erst nach seinem Tod wurde Carews unkonventioneller Erziehungsratgeber veröffentlicht. Als Carew 1598 seinen Onkel nach Polen und Schweden begleitet hatte, hatte er als junger gebildeter Mann, der Latein beherrschte, als Dolmetscher gedient. Latein wurde damals von allen Parteien verstanden, allerdings stellte Carew fest, dass ihm Worte aus der Alltagssprache auf Latein nicht geläufig waren. Während seines folgenden neunmonatigen Aufenthalts in Frankreich lernte Carew nach eigenen Angaben durch den Kontakt mit den Franzosen so gut Französisch, wie er Latein nach dreizehn Jahren Lernen beherrschte. Seine Erfahrungen fasste er später in einem Aufsatz zusammen, in dem er forderte, dass Schüler Latein durch Lesen und Schreiben anstelle durch Auswendiglernen lernen sollten. Dazu plädierte er, Lehrbücher für Latein auf Englisch zu verfassen. Die Schüler sollten nach ihrer Leistungsfähigkeit und nicht nach ihrem Alter unterrichtet werden, und Grammatik sollte nur den fortgeschrittenen Schülern vermittelt werden. Dieser Aufsatz wurde 1654 veröffentlicht. Als im 18. Jahrhundert eine Reform der Pädagogik diskutiert wurde, wurden seine Ideen von Tanaquil Faber in dem Werk A Compendious Way of Teaching the Learned Tongues erneut veröffentlicht. 

## Nachkommen
Aus seiner ersten Ehe mit Bridget Chudleigh († 1611), einer Tochter von John Chudleigh hatte Carew sechs Kinder:
- Elizabeth Carew
- Martha Carew
- Nicholas Carew
- Mary Carew
- Sir Alexander Carew, 2. Baronet (um 1608–1644)
- Gertrude Carew

Aus seiner zweiten Ehe mit Grace Rolle († 1658) hatte er vier Kinder:
- John Carew (1622–1660)
- Wymond Carew
- Anthony Carew
- Sir Thomas Carew (1624–1681)

Da sein ältester Sohn Nicholas bereits als Kind gestorben war, wurde sein zweitältester Sohn Alexander Carew sein Erbe.

## Veröffentlichungen (Auswahl)
- The warming-stone, first found out by Sir Richard Carew, Baronet. Thomas Rooks, London, 1667
- Excellent helps really found out, Bartlet, London 1660
- The voyce of the Lord in the temple, London 1640
- The true and readie way to learne the Latine tongue, hrsg. von Samuel Hartlib, London 1654